# Superbaza
Superbaza je po IUPACU preprosto definirana kot baza z izredno visoko bazičnostjo. Hidroksidni ion je najmočnejša baza v vodnih raztopinah, v nevodnih medijih pa obstajajo še precej močnejše baze, npr. litijev diizopropilamid. Poleg organskih poznamo tudi anorganske in organokovinske. Delo s superbazami mora potekati v brezvodnem okolju in inertni atmosferi, saj reagirajo z vodo in ogljikovim dioksidom ter kisikom iz zraka.  Uporabljajo se predvsem v organski sintezni  kemiji.